# Giuseppe Chiara
Giuseppe Chiara (Chiusa Sclafani, Palermo, Reino de Sicilia, 1602 – Edo, 24 de agosto de 1685) fue un misionero jesuita italiano que hizo su labor en el siglo XVII en Japón, en una época en la que el cristianismo estaba prohibido en el país, en un intento de localizar al jesuita apóstata Cristóvão Ferreira.